# Équipe du Chili de rugby à XV des moins de 20 ans
L'équipe du Chili des moins de 20 ans est constituée par une sélection des meilleurs joueurs chiliens de rugby à XV de moins de 20 ans, sous l'égide de la Fédération chilienne de rugby à XV.

## Histoire
L'équipe du Chili des moins de 20 ans est créée en 2008, remplaçant les équipes du Chili des moins de 21 ans et des moins de 19 ans à la suite de la décision de l'IRB en 2007 de restructurer les compétitions internationales junior. Elle participe au Trophée mondial junior suivant son classement.
En 2008 (en), les jeunes Chiliens disputent  l'édition inaugurale du Trophée mondial des moins de 20 ans organisé « à domicile » ; atteignant la finale, ils s'inclinent néanmoins contre l'Uruguay. La saison suivante (en), ils ne disputent pas la finale mais remportent la médaille de bronze en match de classement
Lors de l'édition 2013 (en), à nouveau organisée devant son public, la sélection chilienne se hisse jusqu'en finale de classement, qu'elle remporte contre son homologue japonaise.

## Palmarès
- Trophée mondial de rugby à XV des moins de 20 ans :
  - Deuxième : 2008 (en).